# Annedal, Göteborg
För andra betydelser, se Annedal.

Annedal är markerat med rött på kartan över Göteborgsområdet.

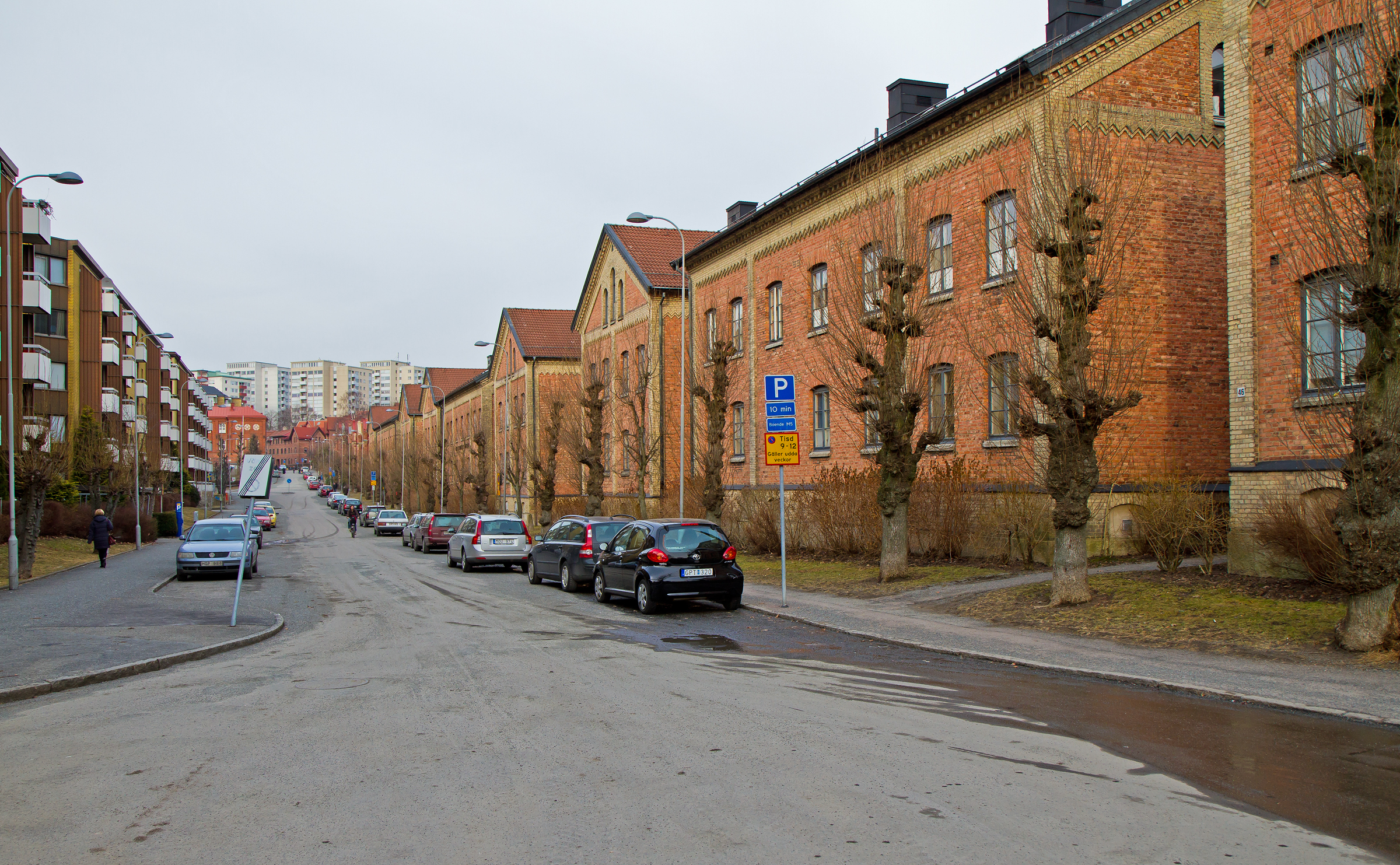
Carl Grimbergsgatan, mars 2010

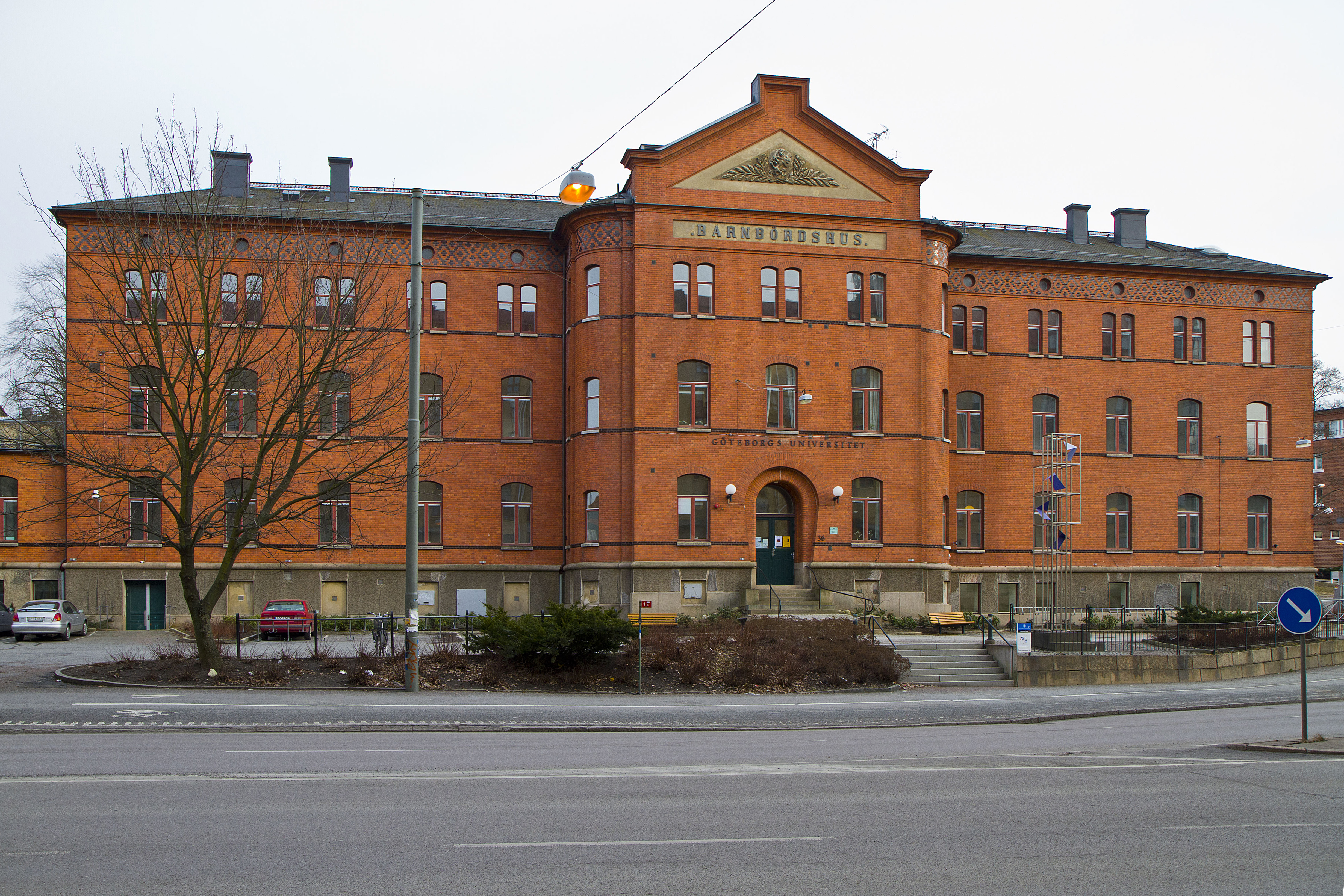
Barnbördshuset.

Annedal är en stadsdel och ett primärområde i stadsområde Centrum i Göteborgs kommun. Stadsdelen ligger innesluten mellan Landala- och Guldhedsbergens branter i öster, Nilssonsberg i norr och Kommendantsängen i väster. Stadsdelen har en areal på 27 hektar.

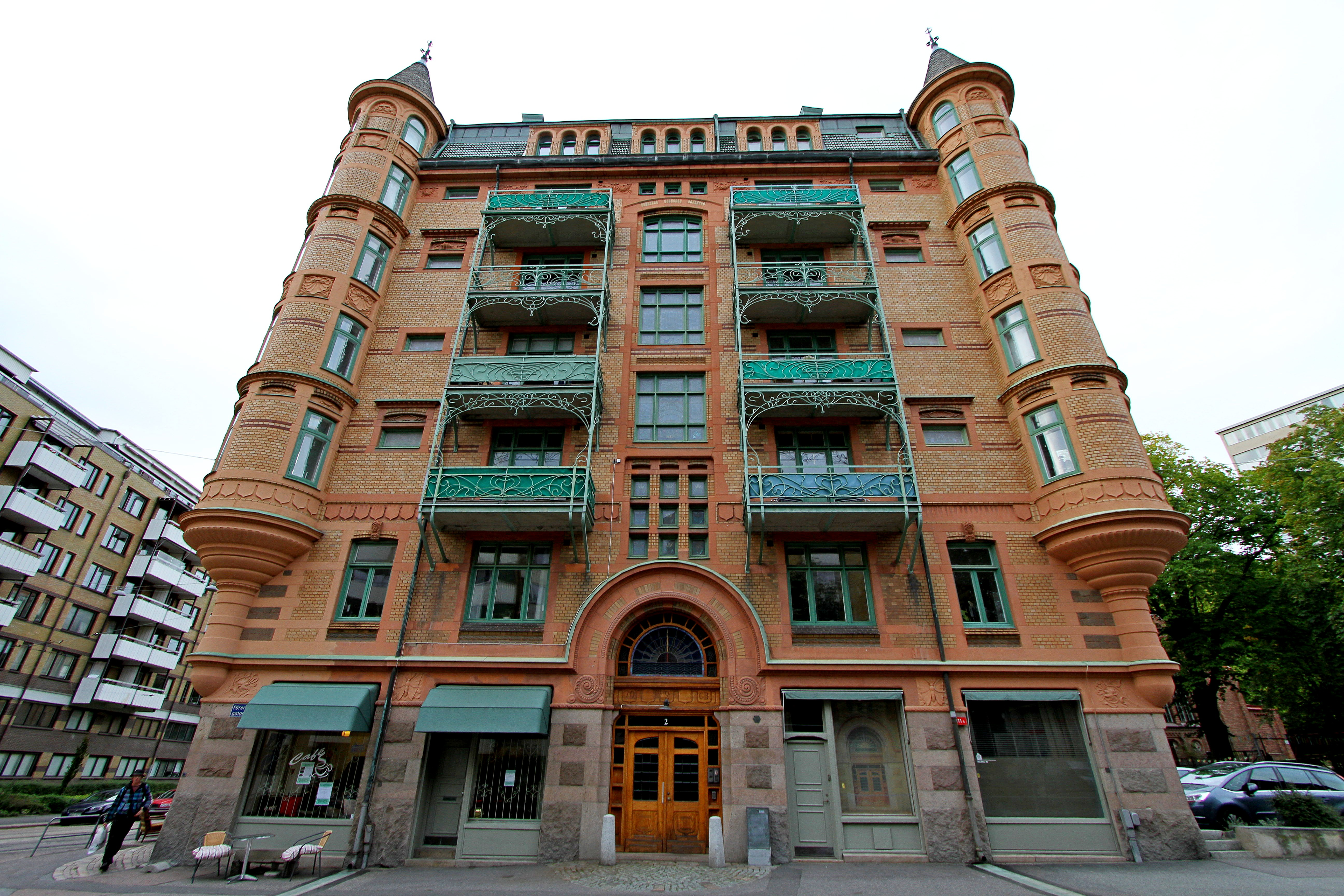
Byggnadsminnesmärkt bostadshus på Föreningsgatan i Kvarteret Päronet. Byggnaden uppfördes 1901–02 efter ritningar av arkitekten Louis Enders.

## Historia
Annedal fick sitt namn efter den herrgård (som fram till 1870-talet låg ungefär vid Västergatan 2 i kv. 2 Päronet, norr om Spekebergsängen. Herrgården, eller landeriet, kallades Anneberg efter dåvarande ägaren, handelsmannen Hans Andersson Swebelius (död 1791) fru Anna Hedvig, född Moberg. Herrgården fick alltså heta Anneberg och Spekebergsängen kallades "Anne Dahl" redan 1786 (Annedahl 1819).
Fram till början av 1870-talet fanns här mest ängs- och betesmark, förutom i närheten av Nilssonsberg där markerna var uppodlade. Innan stadsdelen fick sitt namn låg den oreglerade så kallade Albostaden söder och sydost om Nilssonsberg. Annedal tillhörde historiskt Örgryte och låg på Älvsborgs Kungsladugårds och Krokslätt Norgårdens ägor. 
Vid ett laga skifte den 23 december 1863, skildes den 818 662 kvadratfot stora hemmansdelen från det övriga hemmanet. Genom ett kungligt brev den 3 november 1870 stadgades att 3/80 mantal av frälsehemmanet Krokslätt Nordgården "... före innevarande års utgång... " skulle skiljas från Örgryte socken och införlivas med Göteborgs stads område.
Staden köpte också egendomen Ryet i de södra delarna av det blivande Annedal och en stadsplan upprättades för hela området samma år. På förslag av tillförordnade stadsingenjören Brandel beslöt stadsfullmäktige den 28 november 1871 att stadsdelens namn skulle vara Annedal. Förstaden Annedal bestod av jordegendomarna Eden och Ryet. År 1872 godkändes den stadsplan för området som Robert Söderqvist uppgjort.
Den 28 september 2021 skedde ett sprängdåd i ett lägenhetshus på en adress vid Övre Husargatan, där ungefär 140 lägenheter fick evakueras.

### Bebyggelse

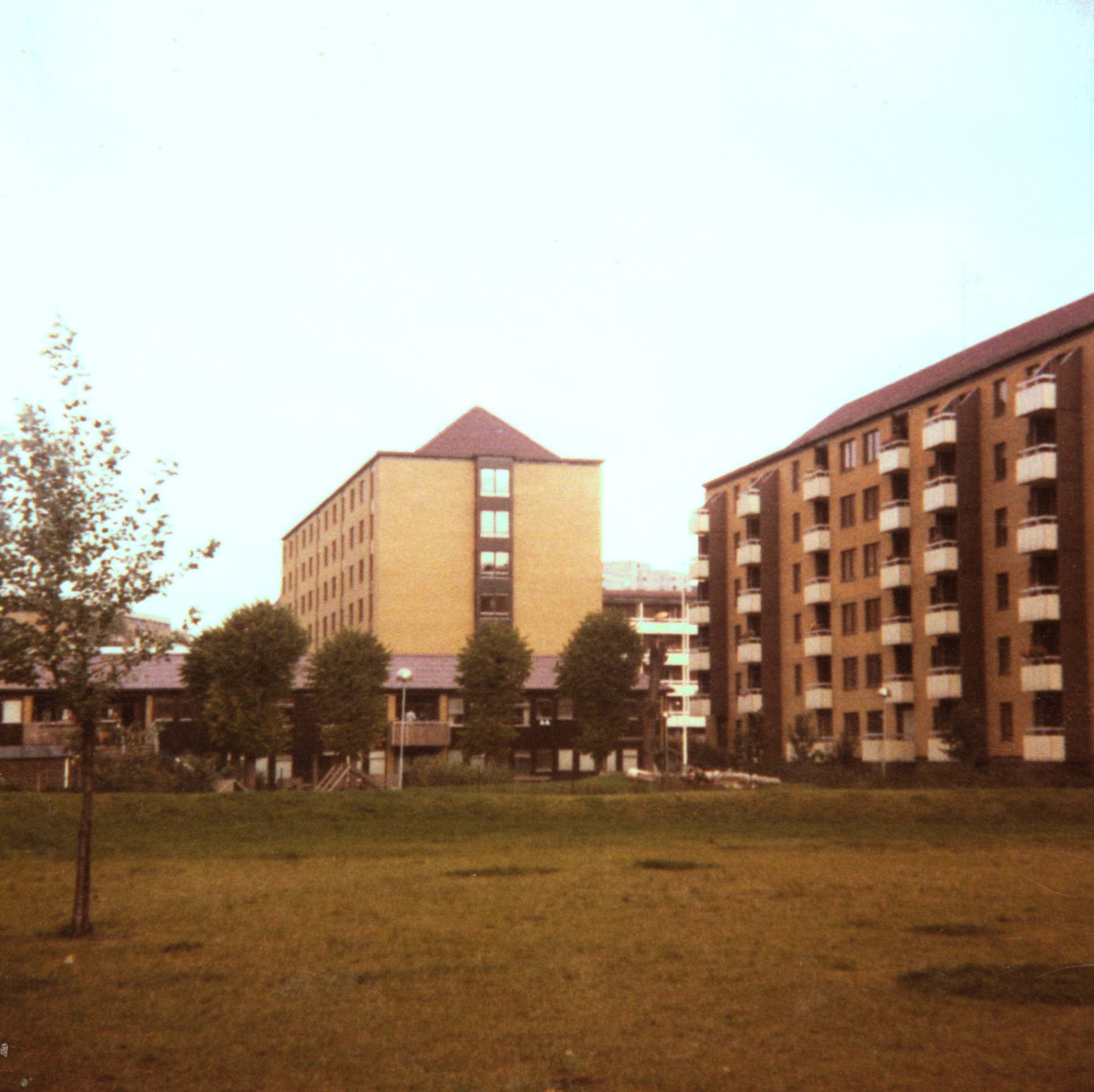
Annedal, nära Saron, ca 1976

Annedal var  en arbetarstadsdel från början och fram till mitten av 1900-talet. I de södra delarna uppfördes institutioner som Folkskoleseminariet i Göteborg och Epidemisjukhusområdet med Barnbördshuset. Annedalskyrkan, som egentligen ligger söder om stadsdelsgränsen, invigdes 1910.
De allra första landshövdingehusen i kvarteret Ananasen byggdes 1876-1881, och en nyhet för den tiden var att flera hus uppfördes av byggnadsföreningar och bostadsbolag. Vid Seminariegatan byggdes de första arkitektritade landshövdingehusen i nationalromantisk stil. 
Vid Rygatan 16 i Annedal öppnades Sveriges första "Änkehem", den 19 januari 1909.

### Rivning och nybyggnation
1961 började hus köpas upp för så kallad sanering i Annedal och 1967 revs bebyggelsen på Nilssons berg. Fyra år senare antogs den hårt kritiserade stadsplanen, varefter det övriga Annedal började rivas från norr till söder. All träbebyggelse var i princip borta år 1973. De äldre hus som bevarades var alla byggda i rött tegel. Det var Robert Dicksons stiftelses bostäder, Annedalsskolan, samtliga byggnader som Göteborgs Arbetarebostadsaktiebolag uppförde på östra sidan om Carl Grimbergsgatan samt ett enda av de hus nämnda bolag byggde väster om Carl Grimbergsgatan. Det sistnämnda är idag föreningshuset Annedalshuset som inrymmer Annedals lägenhetsmuseum på Brunnsgatan 14.
I stället uppfördes omkring 1 800 lägenheter i 8-vånings lamellhus. De kvarvarande landshövdingehusen och villorna vid Linnéplatsen revs dock först i början av 1980-talet.

## Annedals församling och distrikt
Annedals församling, som även omfattar bland annat stadsdelen Guldheden, har 17 102 invånare (2009). Stadsdelen hade 3 889 invånare år 1977.
1 januari 2016 inrättades distriktet Annedal, med samma omfattning som Annedals församling hade 1999/2000, och vari denna stadsdel ingår.

## Ortnamn och gatunamn
Bergen mellan Annedal och Landala kallades för Stora Bulleråsen på 1600-talet.

### Byggnadskvarter och gator

#### Byggnadskvarter
Annedal omfattade 1923 följande byggnadskvarter: 

- N:o 1 Äpplet
- N:o 2 Päronet
- N:o 3 Krikonet
- N:o 4 Plommonet
- N:o 5 Aprikosen
- N:o 6 Ollonet
- N:o 7 Persikan
- N:o 8 Druvan
- N:o 9 Bananen
- N:o 10 Citronen
- N:o 11 Ananasen
- N:o 12 Brödfrukten
- N:o 13 Mandeln
- N:o 14 Oliven
- N:o 15 Apelsinen
- N:o 16 Pomeransen
- N:o 17 Fikonet
- N:o 18 Dadeln
- N:o 19 Valnöten
- N:o 20 Hasselnöten
- N:o 21 Kastanjen
- N:o 22 Kokosnöten[16]
- N:o 23 Körsbäret
- N:o 24 Slånbäret[17]

I samband med ändringar av stadsplanen kring Nilssonsberg tillhör nu alla byggnader där kvarteret Körsbäret och tidigare kvarter i området såsom N:o 1 Äpplet, N:o 14 Oliven och N:o 24 Slånbäret har utgått. I den södra delen av stadsdelen har också många kvarter försvunnit efter uppförandet av de gula tegelhus som ersatte landshövdingehusen.

#### Gator

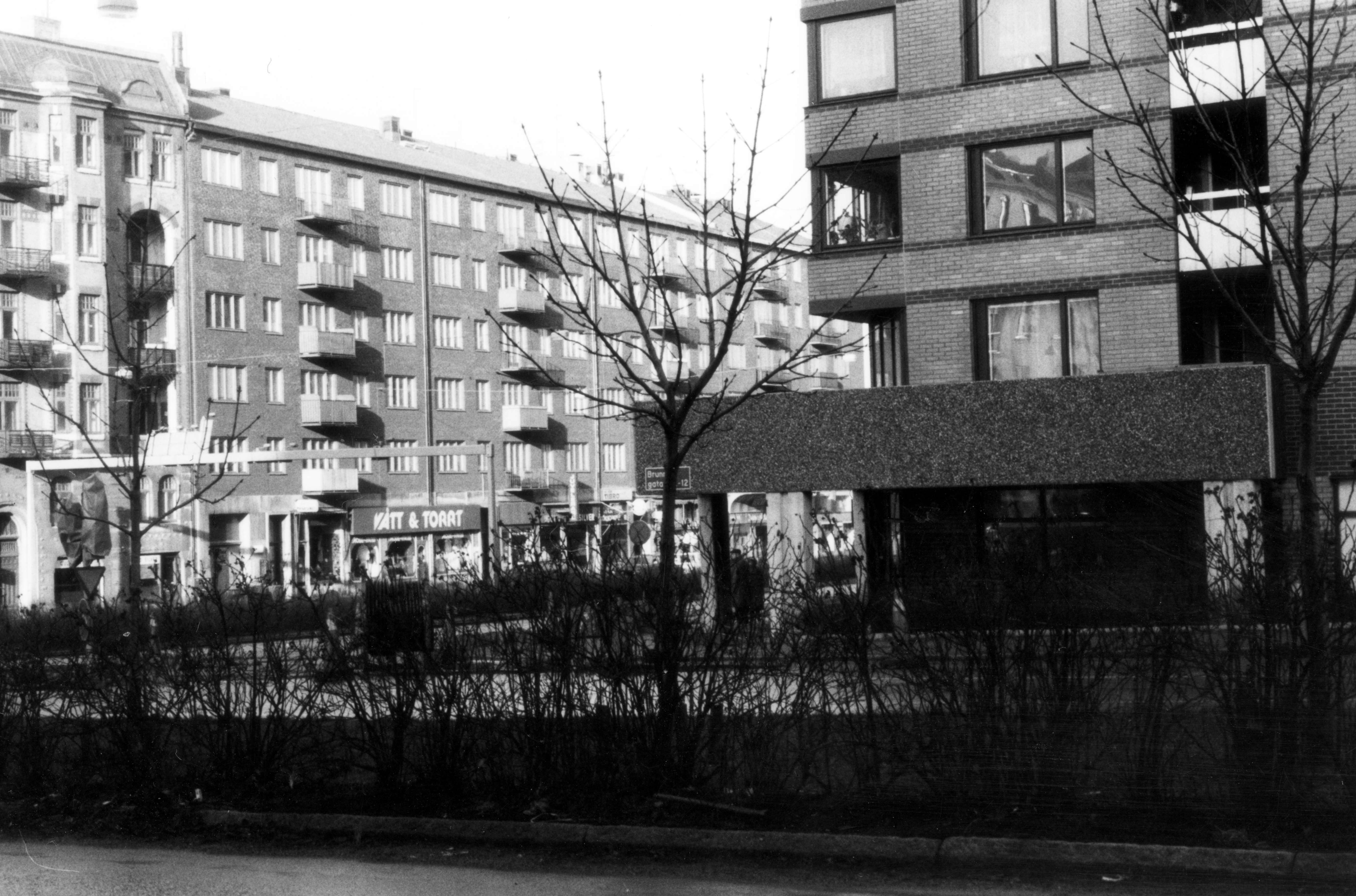
Brunnsgatan Annedal ca 1973

Gator, torg, trappor med mera. Helt eller delvis inom stadsdelen.

- (Albogatan. Fick sitt namn 1872. Utgången i samband med de omfattande saneringarna av stadsdelen.)
- Albotorget (1974).
- (Annebergsgatan. Namnet 1867, som 1872 ändrades till Haga Kyrkogata för dess norra del och Carl Grimbergsgatan för den södra.)
- Annedals Trappor (1883).
- Axel Krooks Gångväg (2008).
- Besvärsgatan (1883).
- Besvärsgången (2008).
- Brunnsgatan (1876).
- Carl-Erik Hammaréns Backe (1997).
- Carl Grimbergsgatan (1941). Mellan 1867 och 1941, södra delen av Annebergsgatan.
- Dag Hammarskjöldsleden
- Folke Bernadottes Gata (1958).
- Folkskolegatan (1872&2013). Namnet togs ur bruk då stadsplanen ändrades på 1970-talet, men återinfördes 2013.
- Föreningsgatan
- Haga Kyrkogata (1867).
- Hagge Geigerts Trappor (2011).
- Haraldsgatan (1904). År 1997 ändrades en del av gatan till Konstepidemins Väg.
- (Karlsrogatan (1882). Utgått.)
- Konstepidemins Väg (1997).
- (Klockaregatan (1878). Utgått.)
- Lilla Bergsgatan (1870).
- Muraregatan (1883).
- Nilssonsberg. Återupptaget namn (1939&1973), nu på gångvägar inom 23:e kvarteret Körsbäret.
- Seminariegatan (1882).
- Skanstorget
- Spekebergsgatan (1923). Krokslättsgatan 1872-1923.
- Sprängkullsgatan
- Västergatan
- Övre Husargatan

## Nyckeltal

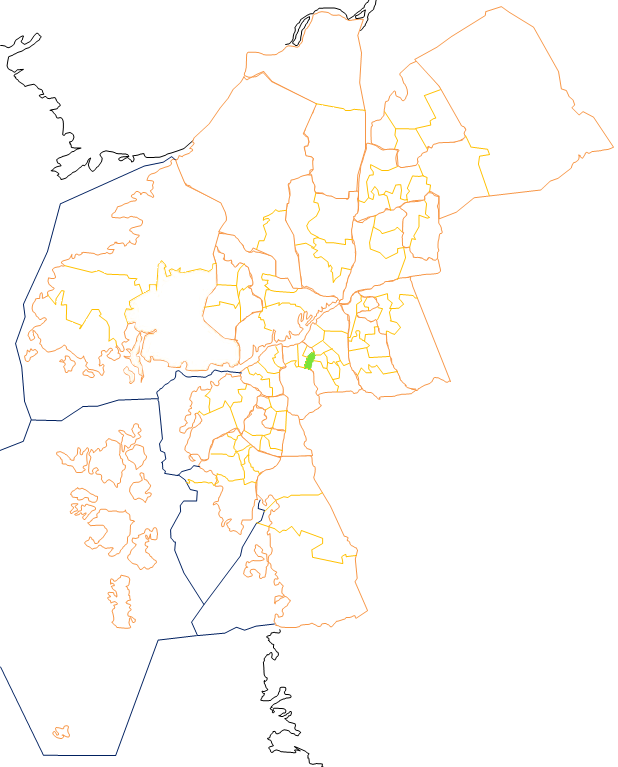
Annedal

Nyckeltalen redovisar statistik som beskriver Göteborg och dess 96 delområden, primärområden, per den 31 december och kan användas för att jämföra de olika områdena. Nedan redovisas uppgifter för primärområdet och jämförelse görs mot uppgifterna för hela kommunen.
|                                                           | Annedal    | Hela Göteborg |
| --------------------------------------------------------- | ---------- | ------------- |
| Folkmängd                                                 | 4 249      | 587 549       |
| Befolkningsförändring 2020–2021                           | -55        | +4 493        |
| Andel födda i utlandet                                    | 16,4 %     | 28,3 %        |
| Andel utrikes födda eller med två utrikes födda föräldrar | 20,5 %     | 38,1 %        |
| Medelinkomst                                              | 369 800 kr | 332 400 kr    |
| Arbetslöshet                                              | 3,4 %      | 6,6 %         |
| Antal ersatta dagar från F-kassan per person (16-64 år)   | 17,1       | 19,5          |
| Andel med eftergymnasial utbildning (minst 3 år)          | 49,3 %     | 37,9 %        |
| Andel bostäder byggda 1971–1980                           | 79,2 %     |               |
| Andel bostäder i allmännyttan                             | 3,0 %      | 25,9 %        |
| Antal färdigställda bostäder 2021                         | 0          |               |
| Andel bostäder i småhus                                   | 0,6 %      | 18,3 %        |

## Stadsområdes- och stadsdelsnämndstillhörighet
Primärområdet tillhörde fram till årsskiftet 2020/2021 stadsdelsnämndsområdet Majorna-Linné och ingår sedan den 1 januari 2021 i stadsområde Centrum.